# 波卡利亞內
50°17′42″N 37°3′58″E / 50.29500°N 37.06611°E
波卡利亞內（烏克蘭語：Покаляне）是位於烏克蘭東部的村莊，由哈爾科夫州丘胡伊夫区的沃夫昌斯克市鎮負責管轄。該村處於沃夫恰河畔，始建於1600年，面積1.15平方公里，海拔高度113米，2001年人口200。